# Nemška loterija
Nemška loterija je roman slovenskega pisatelja Miha Mazzinija. Izšel je leta 2010.

## Vsebina
Mestece na slovenskem podeželju leta 1950. Tonija, vojno siroto, odpustijo iz sirotišnice in ga zaposlijo kot poštarja. Pošto raznaša zjutraj in jo zvečer pobira, sodelavci ga izkoriščajo, sam je za vse. Glavna oseba na pošti je cenzor, katerega naloga je pregledati slučajen izbor pisem, zjutraj in zvečer. Jugoslavija je tisti čas izolirana, na enih mejah so ruski tanki, na drugih ameriški. Lov na vohune in informbirojevce poteka na vso moč in paranoja je na višku. Meje so zaprte, nihče ne sme nikamor, vlada pomanjkanje.
Nekega dne Zora Klemenc dobi priporočeno pismo in Toni spozna damo, ki je kljub mrazu rane pomladi precej pomanjkljivo oblečena, očitno siromašno dekle. Vsak dan novo priporočeno pismo in kljub vsem mogočim nezgodam, ki doletijo nemočno Zoro, da pada po Toniju in se obeša nanj, Toni ostane trden v svoji poštarski etiki.
Priporočena pisma nehajo prihajati, pojavi pa se Nikolaj, Zorin mož, ki povabi Tonija k sodelovanju v človekoljubni akciji: osamljenim in starim, tistim brez sorodnikov, bodo zastonj delili bone za prehrano. Da pa ne bi bilo videti sumljivo, bodo dobrodelnost maskirali v Nemško loterijo. Srečneži ne bodo vedeli, da vsaka srečka zadane, hkrati pa njihov ponos ne bo prizadet, češ, dobivamo socialno pomoč.
Na Zorino prigovarjanje Toni prične raznašati pisma Nemške loterije. Nekega dne ugotovi, da prejemniki v povratnih pismih pošiljajo denar in ko se sooči z Zoro in Nikolajem, mu pokažeta računovodske knjige: plačujejo le zato, da ne bi imeli občutek, da nekaj dobivajo zastonj, vsak med njimi pa vedno zadane več, kot je bil vplačal. Kar je tudi bistvo Nemške loterije.
Toni postane sumničav in prične odpirati pisma. A Zorine in Nikolajeve besede se izkažejo za suho zlato: vsaka srečka res zadane in nič več bonov, marveč denar. In zneski so vedno večji od vplačil, včasih prav visoki.
Nato pa lepega dne nekdo zadane jackpot - milijon mark. In Toni se znajde pred težko uganko.

## Nominacije
Roman je bil uvrščen med deset finalistov za nagrado  Kresnik.

## Izdaje in prevodi
- Slovenija: Beletrina, 2010
- Slovenija, druga izdaja: Beletrina, 2011
- angleška izdaja: CB editions, 2012, ISBN: 978-0-9567359-3-5.
- nemška izdaja: Transit Verlag, 2016, ISBN: 978-3-88747-335-8.